# Kardynałowie z nominacji Innocentego X
Papież Innocenty X (1644–1655) mianował 40 kardynałów na 8 konsystorzach:

## 14 listopada 1644

### Nominacje jawne
1. Camillo Francesco Maria Pamphili, bratanek papieża, kapitan generalny Kościoła, gubernator Borgo, naczelny wódz gwardii i floty papieskiego – kardynał diakon S. Maria in Domnica (tytuł nadany 12 grudnia 1644); zrezygnował z godności kardynalskiej 21 stycznia 1647, zm. 26 lipca 1666
2. Giancarlo de’ Medici, brat wielkiego księcia Toskanii Ferdynanda II – kardynał diakon S. Maria Nuova (tytuł nadany 20 marca 1645), następnie kardynał diakon S. Giorgio in Velabro (6 marca 1656), zm. 23 stycznia 1663

### Nominacjain pectore, opublikowana 6 marca 1645
1. Domenico Cecchini, datariusz papieski, audytor Roty Rzymskiej – kardynał prezbiter S. Sisto (tytuł nadany 24 kwietnia 1645), zm. 1 maja 1656

### Nominacjain pectore, opublikowana 4 grudnia 1645
1. Francesco Maria Farnese, brat księcia Parmy i Piacenzy Odoardo Farnese – kardynał diakon bez tytułu, zm. 12 lipca 1647

## 6 marca 1645
1. Niccolò Albergati-Ludovisi, arcybiskup Bolonii, powinowaty papieża – kardynał prezbiter S. Agostino (tytuł nadany 24 kwietnia 1645), następnie kardynał prezbiter S. Maria degli Angeli (25 czerwca 1645), kardynał prezbiter S. Maria in Trastevere (11 października 1666), kardynał prezbiter S. Lorenzo in Lucina (19 października 1676), kardynał biskup Sabiny (13 września 1677), kardynał biskup Porto e S. Rufina (1 grudnia 1681), kardynał biskup Ostia e Velletri (15 lutego 1683), zm. 9 sierpnia 1687
2. Pietro Luigi Carafa, biskup Tricarico – kardynał prezbiter Ss. Silvestro e Martino (tytuł nadany 10 lipca 1645), zm. 15 lutego 1655
3. Tiberio Cenci, biskup Jesi – kardynał prezbiter S. Callisto (tytuł nadany 24 kwietnia 1645), zm. 26 lutego 1653
4. Orazio Giustiniani CO, biskup Nocery, powinowaty papieża – kardynał prezbiter S. Onofrio (tytuł nadany 24 kwietnia 1645), zm. 25 lipca 1649
5. Federico Sforza, protonotariusz apostolski, wicelegat w Awinionie – kardynał diakon Ss. Vito e Modesto (tytuł nadany 10 lipca 1645), następnie kardynał prezbiter Ss. Silvestro e Martino (26 czerwca 1656), kardynał prezbiter S. Anastasia (21 kwietnia 1659), kardynał prezbiter S. Pietro in Vincoli (21 listopada 1661), zm. 24 maja 1676
6. Benedetto Odescalchi, kleryk Kamery Apostolskiej – kardynał diakon Ss. Cosma e Damiano (tytuł nadany 24 kwietnia 1645), następnie kardynał prezbiter S. Onofrio (21 kwietnia 1659), od 21 września 1676 papież Innocenty XI, zm. 12 sierpnia 1689
7. Alderano Cibo, referendarz Obojga Sygnatur – kardynał prezbiter S. Pudenziana (tytuł nadany 24 kwietnia 1645), następnie kardynał prezbiter S. Prassede (30 stycznia 1668), kardynał prezbiter S. Lorenzo in Lucina (13 września 1677), kardynał biskup Palestriny (6 lutego 1679), kardynał biskup Porto e S. Rufina (15 lutego 1683), kardynał biskup Ostia e Velletri (10 listopada 1687), zm. 22 lipca 1700

## 28 maja 1646
1. Jan Kazimierz Waza SJ, brat króla Polski Władysława IV – kardynał diakon bez tytułu; zrezygnował z godności kardynalskiej 6 lipca 1648; w latach 1648–68 król Polski, zm. 16 grudnia 1672

## 7 października 1647

### Nominacje jawne
Kościoły tytularne zostały nadane 16 grudnia 1647
1. Fabrizio Savelli, arcybiskup Salerno – kardynał prezbiter S. Agostino, zm. 26 lutego 1659
2. Michel Mazarin OP, arcybiskup Aix – kardynał prezbiter S. Cecilia, zm. 31 sierpnia 1648
3. Francesco Cherubini, audytor Jego Świątobliwości – kardynał prezbiter S. Giovanni a Porta Latina, zm. 21 kwietnia 1656
4. Cristoforo Vidman, audytor Kamery Apostolskiej – kardynał diakon Ss. Nereo ed Achilleo, następnie kardynał prezbiter Ss. Nereo ed Achilleo (19 listopada 1657), kardynał prezbiter S. Marco (1 kwietnia 1658), zm. 30 września 1660
5. Lorenzo Raggi, skarbnik generalny Kamery Apostolskiej – kardynał diakon S. Maria in Domnica, następnie kardynał diakon S. Angelo in Pescheria (21 lipca 1653), kardynał diakon S. Eustachio (30 sierpnia 1660), kardynał prezbiter Ss. Quirico e Giulitta (11 lutego 1664), kardynał prezbiter S. Lorenzo in Lucina (6 lutego 1679), kardynał biskup Palestriny (8 stycznia 1680), zm. 14 stycznia 1687
6. Francesco Maidalchini, krewny papieża – kardynał diakon S. Adriano, następnie kardynał diakon S. Pancrazio (5 maja 1653), kardynał diakon S. Maria in Portico (23 marca 1654), kardynał diakon S. Maria in Via Lata (11 października 1666), kardynał prezbiter S. Maria in Via (19 października 1689), kardynał prezbiter S. Prassede (23 lipca 1691), zm. 10 czerwca 1700

### Nominacjain pectore, opublikowana 14 marca 1650
1. Antonio de Aragón-Córdoba-Cardona y Fernández de Córdoba, doradca króla Hiszpanii Filipa IV, członek Królewskiej Rady ds. Zakonów Rycerskich oraz Rady ds. Inkwizycji – kardynał prezbiter bez tytułu, zm. 7 października 1650

## 19 września 1650
1. Camillo Astalli, adoptowany bratanek papieża, kleryk Kamery Apostolskiej – kardynał prezbiter S. Pietro in Montorio (tytuł nadany 17 października 1650), zm. 21 grudnia 1663

## 19 lutego 1652

### Nominacje jawne
1. Jean-François-Paul de Gondi de Retz, tytularny arcybiskup Koryntu i koadiutor Paryża – kardynał prezbiter S. Maria sopra Minerva (tytuł nadany 14 maja 1655), zm. 24 sierpnia 1679
2. Domingo Pimentel Zúñiga OP, arcybiskup Sewilli – kardynał prezbiter S. Silvestro in Capite (tytuł nadany 23 czerwca 1653), zm. 2 grudnia 1653
3. Fabio Chigi, biskup Nardò, sekretarz stanu – kardynał prezbiter S. Maria del Popolo (tytuł nadany 12 marca 1652), od 7 kwietnia 1655 papież Aleksander VII, zm. 22 maja 1667
4. Giovanni Girolamo Lomellini, skarbnik generalny Kamery Apostolskiej – kardynał prezbiter S. Onofrio (tytuł nadany 12 marca 1652), zm. 4 kwietnia 1659
5. Luigi Omodei, dziekan Kamery Apostolskiej, protonotariusz apostolski – kardynał prezbiter S. Alessio (tytuł nadany 12 marca 1652), następnie kardynał prezbiter S. Maria in Trastevere (19 października 1676), kardynał prezbiter S. Prassede (13 września 1677), kardynał prezbiter S. Lorenzo in Lucina (8 stycznia 1680), zm. 26 kwietnia 1685
6. Pietro Ottoboni, audytor Roty Rzymskiej – kardynał prezbiter S. Salvatore in Lauro (tytuł nadany 12 marca 1652), następnie kardynał prezbiter S. Marco (15 listopada 1660), kardynał prezbiter S. Maria in Trastevere (13 września 1677), kardynał prezbiter S. Prassede (8 stycznia 1680), kardynał biskup Sabiny (1 grudnia 1681), kardynał biskup Frascati (15 lutego 1683), kardynał biskup Porto e S. Rufina (10 listopada 1687), od 6 października 1689 papież Aleksander VIII, zm. 1 lutego 1691
7. Giacomo Corradi, audytor Roty Rzymskiej – kardynał prezbiter S. Maria Traspontina (tytuł nadany 12 marca 1652), zm. 17 stycznia 1666
8. Marcello Santacroce, referendarz Obojga Sygnatur – kardynał prezbiter S. Stefano in Monte Celio (tytuł nadany 12 marca 1652), zm. 19 grudnia 1674
9. Baccio Aldobrandini, szambelan papieski – kardynał prezbiter S. Agnese in Agone (tytuł nadany 12 marca 1652), następnie kardynał prezbiter Ss. Nereo ed Achilleo (1 kwietnia 1658), zm. 21 stycznia 1665
10. Friedrich von Hessen-Darmstadt OSIoHieros, wielki przeor Niemiec – kardynał diakon S. Maria in Aquiro (tytuł nadany 31 maja 1655), następnie kardynał diakon S. Cesareo in Palatio (30 marca 1661), kardynał diakon S. Eustachio (14 listopada 1667), kardynał diakon S. Nicola in Carcere (12 marca 1668), kardynał diakon S. Agata in Suburra (14 maja 1670), zm. 19 lutego 1682

### Nominacjein pectore, opublikowane 2 marca 1654
1. Lorenzo Imperiali, gubernator Rzymu i wicekamerling, kleryk Kamery Apostolskiej – kardynał prezbiter S. Crisogono (tytuł nadany 23 marca 1654), zm. 21 września 1673
2. Giberto Borromeo, referendarz Obojga Sygnatur – kardynał prezbiter Ss. Giovanni e Paolo (tytuł nadany 23 marca 1654), zm. 6 stycznia 1672

## 23 czerwca 1653
1. Carlo Barberini, prefekt Rzymu, prabratanek Urbana VIII, powinowaty papieża – kardynał diakon S. Cesareo in Palatio (tytuł nadany 18 sierpnia 1653), następnie kardynał diakon S. Angelo in Pescheria (30 sierpnia 1660), kardynał diakon S. Cesareo in Palatio (14 listopada 1667), kardynał diakon S. Maria in Cosmedin (2 grudnia 1675), kardynał prezbiter S. Maria della Pace (27 września 1683), kardynał prezbiter S. Lorenzo in Lucina (30 kwietnia 1685), zm. 2 października 1704

## 2 marca 1654
Kościoły tytularne zostały nadane 23 marca 1654.
1. Giovanni Battista Spada, tytularny patriarcha Konstantynopola – kardynał prezbiter S. Susanna, następnie kardynał prezbiter S. Marcello (27 stycznia 1659), kardynał prezbiter S. Crisogono (25 września 1673), zm. 23 stycznia 1675
2. Prospero Caffarelli, audytor generalny Kamery Apostolskiej – kardynał prezbiter S. Callisto, zm. 14 sierpnia 1659
3. Francesco Albizzi, referendarz Obojga Sygnatur, asesor Świętego Oficjum – kardynał prezbiter S. Maria in Via, następnie kardynał prezbiter Ss. IV Coronati (24 sierpnia 1671), kardynał prezbiter S. Maria in Trastevere (8 stycznia 1680), kardynał prezbiter S. Prassede (1 grudnia 1681), zm. 5 października 1684
4. Ottavio Acquaviva d'Aragona, referendarz Obojga Sygnatur – kardynał prezbiter S. Bartolomeo all'Isola, następnie kardynał prezbiter S. Cecilia (18 marca 1658), zm. 26 września 1674
5. Carlo Pio di Savoia, skarbnik generalny Kamery Apostolskiej – kardynał diakon S. Maria in Domnica, następnie kardynał diakon S. Eustachio (11 lutego 1664), kardynał prezbiter S. Prisca (14 listopada 1667), kardynał prezbiter S. Crisogono (28 stycznia 1675), kardynał prezbiter S. Maria in Trastevere (1 grudnia 1681), kardynał biskup Sabiny (15 lutego 1683), zm. 13 lutego 1689
6. Carlo Gualterio, referendarz Obojga Sygnatur – kardynał diakon S. Pancrazio, następnie kardynał diakon S. Angelo in Pescheria (14 listopada 1667), kardynał diakon S. Maria in Cosmedin (12 marca 1668), kardynał prezbiter S. Maria in Cosmedin (25 grudnia 1668), kardynał prezbiter S. Eusebio (14 stycznia 1669), zm. 1 stycznia 1673
7. Decio Azzolini, sekretarz Listów do Książąt, sekretarz Kolegium Kardynałów i Kongregacji Konsystorialnej – kardynał diakon S. Adriano, następnie kardynał diakon S. Eustachio (12 marca 1668), kardynał prezbiter S. Croce in Gerusalemme (22 grudnia 1681), kardynał prezbiter S. Maria in Trastevere (15 lutego 1683), kardynał prezbiter S. Prassede (13 listopada 1684), zm. 8 czerwca 1689